# Galleria nazionale dello Jeu de Paume
Lo Jeu de Paume (AFI: /ʒø də pom/) è uno spazio espositivo dedicato a tutte le forme espressive visuali (arte contemporanea, fotografia, cinema, arte digitale, videoarte), con una superficie di 1 200 m² situato nel giardino delle Tuileries, all'estremità occidentale della Terrasse des Feuillants in Place de la Concorde, a Parigi. Risulta della fusione nel 2004 della Galleria nazionale dello Jeu de Paume, del Centro nazionale delle fotografia e di Patrimoine Photographique. Lo Jeu de Paume è un'associazione finanziata dal ministero della Cultura francese. 

## L'edificio

### Dimensioni
- Lunghezza e larghezza : 80 x 13 m
- Superficie utile : 2 754,50 m²
- Superficie espositiva : 1 137 m². Nove sale su tre piani e 420 m lineari di cimase
- Altezza del soffitto nella maggior parte delle sale: 4,50 m

### Storia
L'edificio fu costruito nel 1861 sotto il regno di Napoleone III per ospitare dei campi da pallacorda (in francese jeu de paume), l'antenato del tennis. A partire dal 1909 fu dedicato all'arte, assieme al Museo dell'Orangerie e al Louvre. Durante la Seconda guerra mondiale, le opere d'arte ebraiche confiscate e trafugate dai nazisti vi furono immagazzinate o vi transitarono prima di partire per la Germania.
Dal 1947 al 1986 (data dell'apertura del Museo d'Orsay), la galleria dello Jeu de Paume presentava le tele degli impressionisti. Dopo alcuni aggiustamenti, la galleria riaprì all'inizio degli anni novanta per iniziativa di Jack Lang, divenendo la «Galleria nazionale dello Jeu de Paume». Il nuovo spazio espositivo fu da allora dedicato all'arte moderna e contemporanea in tutte le sue forme, prima di trasformarsi nel 2004 in un luogo dedicato esclusivamente alla fotografia contemporanea e alla videoarte.

## Gestione
Nel 2004, tre associazioni consacrate alla fotografia e all'arte contemporanea (la Galleria nazionale dello Jeu de Paume, il Centro nazionale di Fotografia e il Patrimonio fotografico) si fusero per dare alla luce lo «Jeu de Paume», nuova associazione sovvenzionata dal Ministero della Cultura, presieduta da Alain-Dominique Perrin. Lo Jeu de Paume è stato diretto da Régis Durand dal 2004 al 2006, da Marta Gili dal 2006 al 2019 ed è diretto da Quentin Bajac dal 2019. Oltre all'edificio situato in Place de la Concorde, l'associazione dispone di un altro sito per organizzare le sue esposizioni: il Castello di Tours nella regione Centre-Val de Loire.

## Elenco delle mostre

### Mostre individuali
- 2004:
  - Nuremberg: Les coulisses du pouvoir, fotografie di Arno Gisinger (28 ottobre - 3 dicembre 2004)
  - Rineke Dijkstra (14 dicembre 2004 - 20 febbraio 2005)
- 2005:
  - Jean-Luc Moulène (15 marzo - 22 maggio 2005)
  - Tony Oursler: Dispositifs (15 marzo - 22 maggio 2005)
  - Michal Rovner: Fields (4 ottobre - 31 dicembre 2005)
- 2006:
  - Craigie Horsfield (31 gennaio - 30 aprile 2006)
  - Ed Ruscha fotografo (31 gennaio - 30 aprile 2006)
  - Cindy Sherman: retrospettiva (16 maggio - 3 settembre 2006)
  - Friedlander (19 settembre - 31 dicembre 2006)
- 2007:
  - Pierre et Gilles: Double je - 1976 - 2007 (26 giugno - 23 settembre 2007)
  - Steichen: Une épopée photographique (9 ottobre - 30 dicembre 2007)
- 2008:
  - Eija-Liisa Ahtila (22 gennaio - 30 marzo 2008)
  - Alec Soth: Mississippi & Niagara (15 aprile - 15 giugno 2008)
  - Richard Avedon (1º luglio - 28 settembre 2008)
  - Lee Miller e Jordi Colomer (21 ottobre 2008 - 4 gennaio 2009)
- 2009:
  - Robert Franck e Sophie Ristelhueber (20 gennaio 2009 - 22 marzo 2009)
  - Harun Farocki e Rodney Graham (7 aprile 2009 - 7 giugno 2009)

### Mostre collettive e a tema
- 2004:
  - L'Ombre du temps : Documents et expérimentations dans la photographie du XXe siècle (28 settembre - 28 novembre 2004) : Guillaume Bijl, Allan Sekula, Eugène Atget, Robert Frank, Walker Evans, Henri Cartier-Bresson, Bernd e Hilla Becher, Roni Horn, Thomas Ruff, Valérie Jouve, Michel François, Dziga Vertov, Dan Graham, Bill Viola, Jeff Wall, Jean-Luc Godard, Anne-Marie Miéville, Raoul Hausmann, Alexander Rodtchenko, Raoul Hausmann, László Moholy-Nagy, Wols, Isidore Isou, Claude Cahun, Cindy Sherman, Chris Marker, Bruce Nauman, Nan Goldin.
- 2005:
  - Burlesques contemporains (7 giugno - 4 settembre 2005) : Claude Closky, Michael Smith, Anne de Sterk, Anna Blume e Bernhard Blume, Gilbert and George, Dennis Oppenheim, Peter Fischli e David Weiss, Pierre Malphette, Kim Adams, Francis Alÿs.
  - Chaplin et les images (7 giugno - 18 settembre 2005)
  - Croiser des mondes, Aspetti del documento contemporaneo (4 ottobre - 31 décembre 2005): Emmanuelle Antille, Guillaume Herbaut, Geert Goiris, Stanley Greene, Janaina Tschäpe
- 2007:
  - L'Événement, le immagini come attori della storia (16 gennaio - 1º aprile 2007)

### L'Atelier del Jeu de Paume
- 2005:

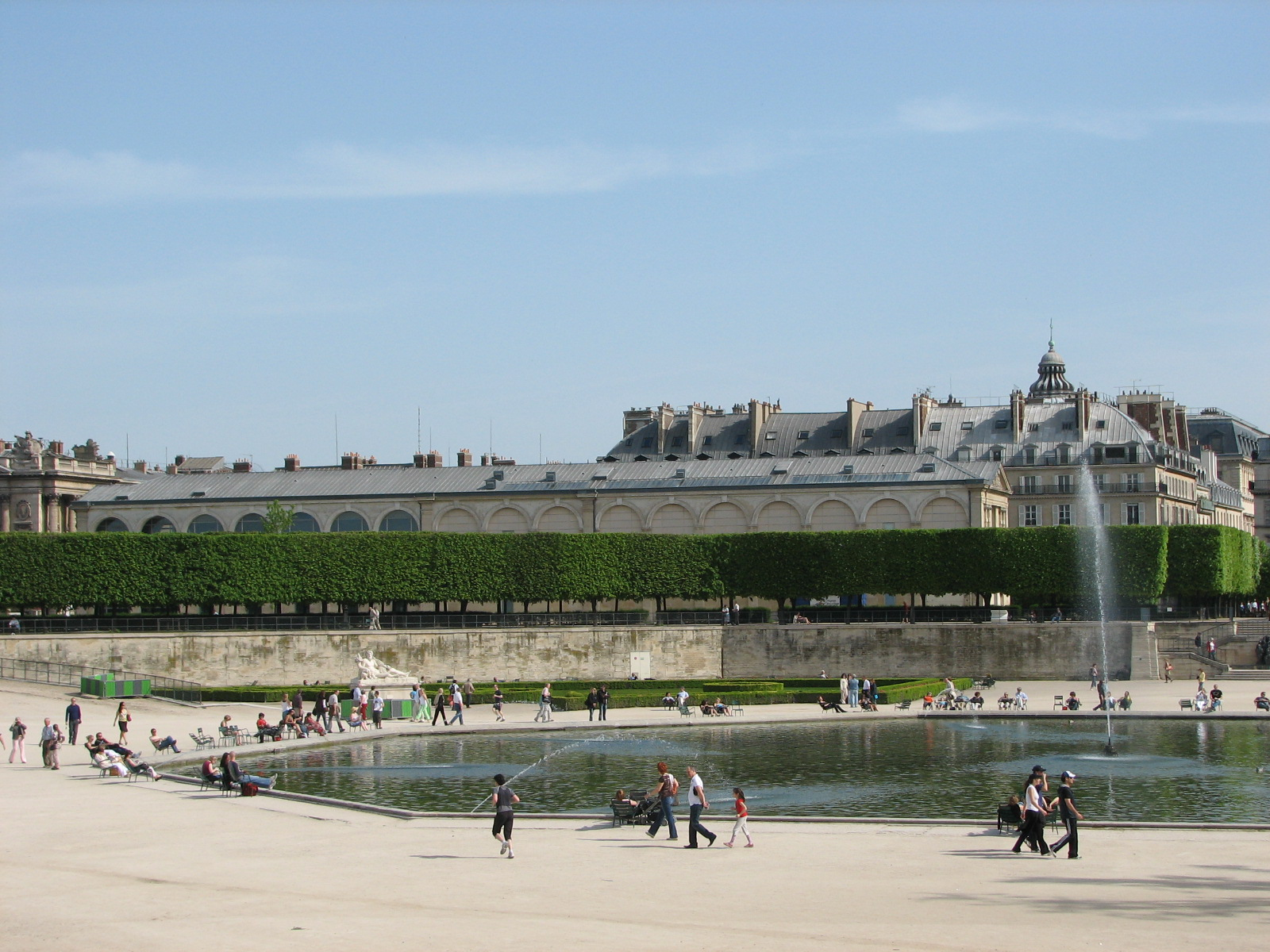
L'edificio della Galleria nazionale dello Jeu de Paume (dietro agli alberi) nel Giardino delle Tuileries

  - Camille Henrot (15 novembre - 31 dicembre 2005)
- 2006:
  - Yoon Sung-A (28 marzo - 30 aprile 2006)
  - Julien Discrit (16 maggio - 25 giugno 2006)
  - François Nouguiès: Le Dernier Film II (28 giugno - 3 settembre 2006)
  - Luigi Beltrame (19 settembre - 5 novembre 2006)
  - Julien Loustau (22 novembre - 31 dicembre 2006)
- 2007:
  - Élise Florenty (16 gennaio - 18 febbraio 2007)
  - Cyprien Gaillard (27 febbraio - 1º aprile 2007)

### Hôtel de Sully
- 2003: Norbert Ghisoland (17 gennaio - 23 marzo 2003)
- 2005: Images de marques : documents et fétiches (1º aprile - 22 maggio 2005)
- 2006: Yto Barrada (31 marzo - 11 giugno 2006)
- 2007: Retrospettiva di Roger Parry (18 settembre - 18 novembre 2007)
- 2009: Collezione di Christian Bouqueret (10 febbraio - 24 maggio 2009)